# Ящурка лінійна
Я́щурка ліні́йна (Eremias lineolata) — вид ящірок родини ящіркових (Lacertidae). Поширений переважно в Центральній Азії. Мешканець піщаних і глинястих пустель.

## Опис
Довжина тулуба досягає 5,2 см, а хвіст удвічі довший. Підочний щиток торкається краю рота. Надочноямков і щитки відокремлені від лобового і лоботім'яних щитків суцільним рядком зерняток. Лобовий щиток має у своїй передній частині поздовжній жолобок. Навколо середини тулуба 48-64 лусочки. Луски зверху хвоста мають добре розвинені реберця, навколо 9-10 кільця їх 9-18. Рядки з 9-17 стегнових пір майже досягають колінного згину. Уздовж зовнішнього краю другого-четвертого пальців задніх ніг гребінець з видовженої ребристої луски.
Спина має піщано-сірий колір. Уздовж спини на рівній відстані один від одного проходять 4—6 бурих або темно-бурих смужок, середня з яких, що йде по хребту, повністю або частково подвоєна. При наявності 4 смуг зазвичай є коротка 5, виражена у шийній області, а іноді і у задній частині тулуба та на хвості. Буває, що деякі зі спинних смуг зигзагоподібні і з'єднуються один з одним тонкими поперечними лініями. За однією темною, але більш широкою, що починається від ока смузі, проходить з боків тулуба і передній половині хвоста. Голова зверху зазвичай у дрібних темних цятках. Кінцівки у світлих плямах. Черево білого забарвлення.

## Спосіб життя
Полюбляє піщані, лесові і глинясті ґрунти, місця з розрідженої трав'янистою, чагарниковою і напівчагарниковою рослинністю. На півдні ареалу навесні з'являється наприкінці лютого — початку березня, на півночі — наприкінці березня — у квітні. Ховається у коротких нірках, норах гризунів, зокрема великих піщанок та інших ящірок. 
Харчується комахами, рослинною їжею. Полює як на ґрунті, так і в гіллі чагарників. Підстрибуючи, може схопити здобич на льоту.
Це яйцекладна ящірка. Парування відбувається з квітня по серпень. Відкладання 1—3 яєць відбувається порційно до початку липня. За сезон має 2 кладки. Молоді ящурки довжиною 2,5—2,8 см з'являються з кінця липня.

## Поширення
Ареал охоплює Туркменістан, Узбекистан, Південний і Південно-Західний Таджикистан, Південний Казахстан, Східний Іран та Північно-Західний Афганістан.